# Cerro Quimal
El cerro Quimal o cerro del Quimal es una montaña chilena en la región de Antofagasta. Con 4278 m s. n. m., es la máxima cumbre de la cordillera Domeyko. Se ubica aproximadamente a 70 kilómetros de San Pedro de Atacama, al poniente del salar de Atacama. 

## Mitología
Para la cultura Likan-Antay, el cerro Quimal es considerada como una montaña sagrada, rodeada de diversas leyendas. Una de las más célebres personifica en el cerro a la doncella Quimal, quien estuvo envuelta en un triángulo amoroso con los hermanos guerreros Licancabur y Juriques, historia que motivó a que antiguamente en el cerro Quimal se realizaran celebraciones paralelas a las efectuadas en el Licancabur el 21 de junio de cada año para celebrar el solsticio de invierno. El Quimal (en kunza: Mama Kimanchu) es la montaña femenina y el Licancabur (en kunza: Tata Likanku) es su contraparte masculina. En la cosmovisión local, el cerro Quimal está asociado simbólicamente con el agua de lluvia y la fertilidad. En una ceremonia para limpiar los canales de riego, el Quimal es llamado a llover a través de un canto especial y un baile comunal llamado talatur. El 1 de agosto, día en que se abre la Pachamama y está lista para recibir los obsequios rituales de la gente, hay un evento astronómico especial, pues la sombra del Licancabur alcanza la cima del Quimal al amanecer, evento que es considerado como un acto de amor y como un símbolo de fertilidad.

## Turismo
El cerro suele ser destino de tours en la zona. Dado que no posee mayores complejidades técnicas para su ascensión, puede ser ascendido indistintamente por cualquiera de sus vertientes.